# Il drago e il George
Il drago e il George (The Dragon and The George) un romanzo fantasy pubblicato nel 1976 dello scrittore statunitense Gordon R. Dickson, primo capitolo della cosiddetta serie del cavaliere del drago.
È stato edito in italiano per la prima volta nel 1980.

## Trama
Jim e Angie si ritrovano catapultati in un universo parallelo medievale, popolato da draghi parlanti, mostri, maghi, ecc. Mentre Angie viene rapita dalle Potenze delle Tenebre, Jim è trasformato in un drago e parte alla ricerca della sua amata. A lui si uniranno altri avventurieri, spinti da diversi motivi, per svolgere l'impresa.

## Edizioni
- Gordon R. Dickson, Il drago e il George, collana Fantacollana, traduzione di Roberta Rambelli, Edizioni Nord, 1980.